# Grote Prijs Jean-Pierre Monseré
Grote Prijs Jean-Pierre Monseré er et belgisk endagsløb i landevejscykling som arrangeres hvert år i marts. Løbet er blevet arrangeret siden 2012. Løbet er af UCI klassificeret med 1.1 og er en del af UCI Europe Tour.

## Vindere
| År   | Vinder                   | Toer                 | Treer               |        |
| ---- | ------------------------ | -------------------- | ------------------- | ------ |
| 2012 | Frédéric Amorison        | Paavo Paajanen       | Baptiste Planckaert |        |
| 2013 | Tom Van Asbroeck         | Wouter Wippert       | Baptiste Planckaert |        |
| 2014 | Guillaume Van Keirsbulck | Mathieu van der Poel | Iljo Keisse         |        |
| 2015 | Jürgen Roelandts         | Jérôme Baugnies      | Danny van Poppel    |        |
| 2016 | Lars Boom                | Stijn Steels         | Timothy Dupont      |        |
| 2017 | Laurens Sweeck           | Roy Jans             | Jérôme Baugnies     |        |
| 2018 | André Looij              | Pierre Barbier       | Kenny Dehaes        |        |
| 2019 | aflyst                   | aflyst               | aflyst              | aflyst |
| 2020 | Fabio Jakobsen           | Timothy Dupont       | Alfdan De Decker    |        |
| 2021 | Tim Merlier              | Mark Cavendish       | Timothy Dupont      |        |
| 2022 | Arnaud De Lie            | Dries De Bondt       | Hugo Hofstetter     |        |
| 2023 | Gerben Thijssen          | Caleb Ewan           | Sam Welsford        |        |
| 2024 | Jarne Van De Paar        | Timothy Dupont       | David Dekker        |        |
| 2025 | Alexys Brunel            | Stian Fredheim       | Michiel Coppens     |        |